# Mob 47
Mob 47 (anteriormente Censur) é uma banda de hardcore punk formada na Suécia em 1982.
Em 1983, eles mudaram o nome para Mob 47 com a entrada do vocalista Mentis na banda. Durante seus primeiros anos, eles tocaram com diversas bandas de hardcore punk suecas como o legendário Anti-Cimex. Eles foram influenciados por bandas como Discharge, Crucifix, Dirty Rotten Imbeciles e B.G.K..
Em 2003, foi lançada uma compilação em CD duplo com toda a discografia oficial, pelo selo japonês Speedstate Records.
Em 2005 a banda voltou a ensaiar, tocaram oficialmente pela primeira vez após o retorno em Estocolmo em maio de 2006.
Em setembro de 2007, a banda fez shows fora da Suécia, tocando em Londres, Sheffield e Bradford. Em novembro de 2007, Jugga decidiu sair da banda e Mob 47 se tornou mais uma vez uma banda power-trio. Atualmente estão trabalhando em um novo álbum.